# Avenue Jules Bordet
 (signalé en août 2025).
Si vous disposez d'ouvrages ou d'articles de référence ou si vous connaissez des sites web de qualité traitant du thème abordé ici, merci de compléter l'article en donnant les références utiles à sa vérifiabilité et en les liant à la section « Notes et références ».
- Archive Wikiwix
- Bing
- Cairn
- DuckDuckGo
- E. Universalis
- Gallica
- Google
- G. Books
- G. News
- G. Scholar
- Persée
- Qwant
- (zh) Baidu
- (ru) Yandex
- (wd) trouver des œuvres sur Wikidata

Pour les articles homonymes, voir Jules Bordet et Bordet.
L'avenue Jules Bordet (en néerlandais : Jules Bordetlaan) est une avenue bruxelloise de l'ancienne commune de Haren et surtout de la commune d'Evere qui va de la chaussée de Haecht à la rue de Zaventem en passant par l'avenue Léopold III et la rue d'Evere, ensuite elle passe entre le grand cimetière de Bruxelles et celui d'Evere-Schaerbeek. À l'origine, elle portait le nom de Houtweg que l'on retrouve encore dans son prolongement au nord de la chaussée de Haecht.
L'avenue porte le nom d'un immunologiste et microbiologiste belge, prix Nobel de Médecine, Jules Bordet, né à Soignies le 13 juin 1870 et décédé à Bruxelles le 6 avril 1961.
Le tout début de l'avenue où se situaient l'entrée des anciennes casernes de l'Aviation Militaire, et aujourd'hui un complexe commercial, se trouve sur la commune de Bruxelles-ville (Haren).